# Championnat de Biélorussie de football 2019
Navigation
Édition précédente Édition suivante
La saison 2019 de Vycheïchaïa Liha est la vingt-neuvième édition de la première division biélorusse. Elle prend place du 29 mars au 30 novembre 2019.
Les seize meilleures équipes du pays sont réunies en une poule unique où elles s'affrontent à deux reprises, à domicile et à l'extérieur, pour un total de 240 matchs, soit trente chacune.
En fin de saison, le premier au classement est sacré champion de Biélorussie et se qualifie pour le premier tour de qualification de la Ligue des champions 2020-2021. Le vainqueur de la Coupe de Biélorussie 2019-2020 ainsi que le deuxième et le troisième du championnat sont quant à eux qualifiés pour le premier tour de qualification de la Ligue Europa 2020-2021. Si le vainqueur de la Coupe est déjà qualifié pour une compétition européenne d'une autre manière, sa place est réattribuée au quatrième du championnat. Dans le même temps, les deux derniers au classement sont directement relégués en deuxième division tandis que le quatorzième prend part à un barrage de relégation face au troisième de l'échelon inférieur afin de déterminer le dernier participant de la saison 2020.
La compétition est remportée par le Dinamo Brest qui assure son premier titre de champion lors de l'avant-dernier journée et se qualifie pour la Ligue des champions. Il met dans la foulée un terme au règne de treize années du BATE Borisov, qui échoue à remporter le championnat pour la première fois depuis 2005 en terminant deuxième tandis que le Chakhtior Salihorsk complète le podium, les deux se qualifiant pour la Ligue Europa. En bas de classement, le Torpedo Minsk abandonne la compétition à la mi-saison et occupe la dernière position. Le FK Homiel termine quant à lui avant-dernier et est directement relégué en deuxième division tandis que le Dniapro Mahiliow est défait par le Rukh Brest lors du barrage de relégation et est le troisième et dernier club à descendre.
Le meilleur buteur de la compétition est le jeune Ilia Chkourine de l'Energetik-BDU Minsk, qui inscrit dix-neuf buts sur l'ensemble de la saison à l'âge de 20 ans. Il est suivi par Stanislav Dragun du BATE Borisov et Vitaliy Kvashuk du FK Homiel qui cumulent chacun quatorze réalisations au cours de la saison. Dans le même temps, le joueur du BATE Igor Stasevich termine meilleur passeur avec douze passes décisives délivrées, il est suivi par Elis Bakaj du Chakhtior Salihorsk qui en compte une de moins.

## Participants
Un total de seize équipes participent au championnat, quatorze d'entre elles étant déjà présentes la saison précédente, auxquelles s'ajoutent deux promus de deuxième division que sont l'Energetik-BDU Minsk et le Slavia Mazyr qui remplacent le Dnepr Mahiliow et le FK Smaliavitchy, relégués à l'issue de l'édition précédente.
Parmi ces clubs, quatre d'entre eux n'ont jamais quitté le championnat depuis sa fondation en 1992 : le Chakhtior Salihorsk, le Dinamo Brest, le Dinamo Minsk et le Nioman Hrodna. En dehors de ceux-là, le BATE Borisov évolue continuellement dans l'élite depuis 1998 tandis que le Torpedo Jodzina (2002) et le FK Minsk (2009) sont présents depuis les années 2000. La ville de Minsk abrite à elle seule cinq des seize équipes participantes.
Durant l'intersaison, le Luch Minsk fusionne avec le Dnepr Mahiliow, et prend l'identité de ce dernier sous le nom Dniapro.
Légende des couleurs
- Premier tour de qualification de la Ligue des champions 2019-2020
- Premier tour de qualification de la Ligue Europa 2019-2020
- Promu de Perchaïa Liha 2018

| Club                | Présent depuis | Classement 2018 | Entraîneur           | Stade           | Capacité théorique |
| ------------------- | -------------- | --------------- | -------------------- | --------------- | ------------------ |
| BATE Borisov        | 1998           | 1               | Alekseï Baga         | Borisov Arena   | 13 126             |
| Chakhtior Salihorsk | 1992           | 2               | Yuriy Vernydub       | Stade Stroïtel  | 4 200              |
| Dinamo Minsk        | 1992           | 3               | Sergueï Gurenko      | Stade Dinamo    | 17 586             |
| FK Vitebsk          | 2015           | 4               | Sergueï Iasinski     | Vitebski CSK    | 8 300              |
| Torpedo Jodzina     | 2002           | 5               | Iouri Pountous       | Stade Torpedo   | 6 524              |
| Dinamo Brest        | 1992           | 6               | Marcel Lička         | OSK Brestski    | 10 169             |
| Nioman Hrodna       | 1992           | 7               | Igor Kovalevitch     | Stade Nioman    | 9 000              |
| FK Sloutsk          | 2014           | 8               | Vitali Pavlov        | Stade municipal | 2 150              |
| FK Haradzeïa        | 2016           | 9               | Oleg Radouchko       | Stade Haradzeïa | 2 100              |
| Isloch Minsk Raion  | 2016           | 10              | Vitali Joukovski     | Stade FK Minsk  | 3 100              |
| FK Minsk            | 2009           | 11              | Andreï Razine        | Stade FK Minsk  | 3 100              |
| FK Homiel           | 2017           | 12              | Aliaksandr Kulchy    | Stade central   | 14 307             |
| Dniapro Mahiliow    | 2017           | 13              | Ivan Biontchik       | Stade Spartak   | 7 350              |
| Torpedo Minsk       | 2018           | 14              | Vladimir Niavinski   | Stade Traktor   | 17 586             |
| Slavia Mazyr        | 2019           | 1 (D2)          | Mikhaïl Martinovitch | Stade Iounost   | 5 300              |
| Energetik-BDU Minsk | 2019           | 2 (D2)          | Anatoli Iourevitch   | Stade RCAR-BDU  | 1 500              |

### Changements d'entraîneur
| Club                | Entraîneur partant | Date de départ    | Entraîneur arrivant | Date d'arrivée    |
| ------------------- | ------------------ | ----------------- | ------------------- | ----------------- |
| Dinamo Minsk        | Roman Pylypchuk    | 31 mai 2019       | Sergueï Gurenko     | 6 juin 2019       |
| FK Haradzeïa        | Sergueï Yaromko    | 25 juin 2019      | Oleg Radouchko      | 26 juin 2019      |
| FK Homiel           | Alekseï Merkoulov  | 3 septembre 2019  | Aliaksandr Kulchy   | 4 septembre 2019  |
| Torpedo Jodzina     | Vadim Skripchenko  | 10 septembre 2019 | Iouri Pountous      | 24 septembre 2019 |
| Chakhtior Salihorsk | Sergueï Tachouïev  | 4 novembre 2019   | Yuriy Vernydub      | 10 novembre 2019  |

## Classement et résultats

### Règlement
Le classement est établi sur le barème de points classique (victoire à 3 points, match nul à 1, défaite à 0).
Pour départager les égalités, on tient d'abord compte des confrontations entre les équipes concernées (points, matchs gagnés, différence de buts, buts marqués), puis de la différence de buts générale, puis du nombre de matchs gagnés et enfin du nombre de buts marqués. Si l'égalité persiste, un tirage au sort est effectué pour départager les équipes concernées.

### Classement
| Rang | Équipe                | Pts | J  | G  | N | P  | Bp | Bc | Diff |
| ---- | --------------------- | --- | -- | -- | - | -- | -- | -- | ---- |
| 1    | Dinamo Brest S        | 75  | 30 | 23 | 6 | 1  | 70 | 22 | +48  |
| 2    | BATE Borisov T C      | 70  | 30 | 22 | 4 | 4  | 61 | 21 | +40  |
| 3    | Chakhtior Salihorsk   | 65  | 30 | 20 | 5 | 5  | 59 | 21 | +38  |
| 4    | Dinamo Minsk          | 50  | 30 | 15 | 5 | 10 | 43 | 39 | +4   |
| 5    | Isloch Minsk Raion    | 47  | 30 | 13 | 8 | 9  | 42 | 36 | +6   |
| 6    | Torpedo Jodzina       | 45  | 30 | 13 | 6 | 11 | 41 | 36 | +5   |
| 7    | FK Haradzeïa          | 44  | 30 | 12 | 8 | 10 | 31 | 29 | +2   |
| 8    | Slavia Mazyr P        | 37  | 30 | 10 | 7 | 13 | 35 | 40 | -5   |
| 9    | Nioman Hrodna         | 36  | 30 | 10 | 6 | 14 | 28 | 37 | -9   |
| 10   | FK Minsk              | 36  | 30 | 9  | 9 | 12 | 36 | 44 | -8   |
| 11   | FK Sloutsk            | 34  | 30 | 9  | 7 | 14 | 29 | 46 | -17  |
| 12   | Energetik-BDU Minsk P | 33  | 30 | 9  | 8 | 13 | 52 | 66 | -14  |
| 13   | FK Vitebsk            | 31  | 30 | 8  | 7 | 15 | 24 | 39 | -15  |
| 14   | Dniapro Mahiliow      | 30  | 30 | 8  | 6 | 16 | 32 | 42 | -10  |
| 15   | FK Homiel             | 29  | 30 | 7  | 8 | 15 | 44 | 50 | -6   |
| 16   | Torpedo Minsk         | 6   | 30 | 1  | 3 | 26 | 4  | 63 | -59  |

Qualifications européennes
Ligue des champions 2020-2021
- 1er : premier tour de qualification

Ligue Europa 2020-2021
- C : deuxième tour de qualification

- 3e et 4e : premier tour de qualification

Relégation
- 14e : barrage de relégation

- 15e et 16e : relégation en Perchaïa Liha

Abréviations
- T : Tenant du titre
- C : Vainqueur de la Coupe de Biélorussie 2019-2020
- S : Vainqueur de la Supercoupe 2019
- P : Promus de Perchaïa Liha 2018

1. ↑  Le Torpedo Minsk se retire de la compétition à la mi-saison le 3 août 2019. L'intégralité de ses rencontres restantes sont comptabilisées comme des défaites techniques sur le score de 3-0[3].

### Matchs
| Résultats (▼dom., ►ext.)                                   | BATE | CHA | DBR | DMI | DNI | ENE | HAR | HOM | ISL | MIN | NIO | SLA | SLO | TJO | TMI | VIT |
| BATE Borisov                                               |      | 3-1 | 0-1 | 3-0 | 2-0 | 4-1 | 2-1 | 1-1 | 2-4 | 1-0 | 1-0 | 4-0 | 3-0 | 4-1 | 1-0 | 3-0 |
| Chakhtior Salihorsk                                        | 2-2  |     | 0-0 | 3-0 | 3-1 | 3-4 | 1-0 | 3-1 | 1-0 | 3-2 | 6-0 | 5-1 | 1-0 | 3-0 | 1-0 | 4-0 |
| Dinamo Brest                                               | 1-1  | 1-1 |     | 1-2 | 3-1 | 6-2 | 4-0 | 3-0 | 5-1 | 3-0 | 6-1 | 0-0 | 3-2 | 4-1 | 3-0 | 1-0 |
| Dinamo Minsk                                               | 1-2  | 1-1 | 1-3 |     | 3-0 | 6-1 | 1-0 | 3-1 | 1-0 | 3-2 | 0-1 | 1-0 | 2-1 | 0-3 | 3-0 | 0-2 |
| Dniapro Mahiliow                                           | 0-1  | 2-0 | 0-1 | 0-2 |     | 3-4 | 0-0 | 1-1 | 3-0 | 1-0 | 0-3 | 1-2 | 2-0 | 2-1 | 3-0 | 2-0 |
| Energetik-BDU Minsk                                        | 0-4  | 1-2 | 1-1 | 3-3 | 5-3 |     | 0-0 | 1-1 | 1-2 | 3-3 | 2-4 | 1-2 | 0-1 | 2-1 | 2-1 | 2-0 |
| FK Haradzeïa                                               | 1-0  | 0-0 | 1-3 | 3-1 | 3-2 | 1-0 |     | 2-3 | 1-2 | 1-2 | 1-0 | 1-0 | 1-0 | 0-3 | 0-0 | 1-1 |
| FK Homiel                                                  | 0-2  | 0-1 | 1-2 | 0-1 | 0-0 | 3-0 | 0-0 |     | 2-2 | 1-0 | 2-3 | 2-2 | 3-4 | 2-3 | 3-0 | 1-2 |
| Isloch Minsk Raion                                         | 0-0  | 0-1 | 1-1 | 1-1 | 1-1 | 2-1 | 2-0 | 3-1 |     | 1-1 | 1-0 | 2-1 | 0-1 | 1-0 | 3-0 | 3-0 |
| FK Minsk                                                   | 3-2  | 1-0 | 1-2 | 0-0 | 0-0 | 1-6 | 0-3 | 3-2 | 3-3 |     | 2-1 | 1-0 | 1-0 | 2-0 | 3-0 | 0-0 |
| Nioman Hrodna                                              | 0-1  | 0-3 | 0-1 | 0-1 | 1-0 | 1-1 | 1-3 | 1-1 | 1-1 | 1-0 |     | 0-1 | 0-0 | 0-0 | 3-0 | 1-0 |
| Slavia Mazyr                                               | 1-2  | 0-1 | 2-4 | 1-1 | 1-0 | 2-2 | 0-1 | 3-2 | 2-0 | 4-3 | 0-1 |     | 1-1 | 1-2 | 2-0 | 0-1 |
| FK Sloutsk                                                 | 0-3  | 0-5 | 1-3 | 2-1 | 2-2 | 0-0 | 0-0 | 0-6 | 1-3 | 1-0 | 2-1 | 0-0 |     | 1-2 | 1-0 | 3-0 |
| Torpedo Jodzina                                            | 1-2  | 0-1 | 1-2 | 4-0 | 1-0 | 3-3 | 1-1 | 2-0 | 1-3 | 1-1 | 1-0 | 1-1 | 1-0 |     | 2-0 | 1-0 |
| Torpedo Minsk                                              | 0-3  | 0-3 | 0-1 | 0-1 | 0-1 | 0-3 | 0-3 | 1-2 | 1-0 | 0-0 | 0-3 | 0-3 | 0-3 | 0-3 |     | 0-3 |
| FK Vitebsk                                                 | 1-2  | 1-0 | 0-1 | 1-3 | 2-1 | 3-0 | 0-2 | 1-2 | 2-0 | 1-1 | 0-0 | 0-2 | 2-2 | 0-0 | 1-1 |     |
| - Victoire à domicile - Match nul - Victoire à l'extérieur |      |     |     |     |     |     |     |     |     |     |     |     |     |     |     |     |

### Barrage de relégation
Un barrage de relégation est disputé en fin de saison afin de déterminer le dernier participant de l'édition 2020 de la première division. Il oppose le Dniapro Mahiliow, quatorzième du championnat, au Rukh Brest, qui a fini troisième de la deuxième division. Les deux équipes s'affrontent dans le cadre d'une confrontation en deux manches disputés les 5 et 8 décembre 2019.
Le match aller disputé sur la pelouse du Rukh se conclut sur la victoire de cette même équipe sur le score de 2-1. Le Dniapro refait par la suite son retard au match retour joué chez lui en l'emportant sur le même score à l'issue du temps réglementaire, ce qui amène les deux équipes à la prolongation avant qu'elles ne soient finalement départagées par le biais des tirs au but, exercice qui voit la victoire du Rukh Brest, qui accède ainsi à la première division aux dépens du Dniapro.
| Équipe          | Aller | Total             | Retour   | Équipe                |
| --------------- | ----- | ----------------- | -------- | --------------------- |
| Rukh Brest (D2) | 2 - 1 | 3 - 3 (5 - 4 tab) | 1 - 2 ap | (D1) Dniapro Mahiliow |

## Statistiques
| Rang | Joueur             | Club                | Buts |
| ---- | ------------------ | ------------------- | ---- |
| 1    | Ilia Chkourine     | Energetik-BDU Minsk | 19   |
| 2    | Stanislav Dragun   | BATE Borisov        | 14   |
| 2    | Vitaliy Kvashuk    | FK Homiel           | 14   |
| 4    | Denis Laptev       | Dinamo Brest        | 12   |
| 4    | Pavel Nekhaychik   | Dinamo Brest        | 12   |
| 6    | Momo Yansane       | Isloch Minsk Raion  | 11   |
| 6    | Mikalay Yanush     | Chakhtior Salihorsk | 11   |
| 8    | Elis Bakaj         | Chakhtior Salihorsk | 10   |
| 8    | Aleksandr Makas    | Isloch Minsk Raion  | 10   |
| 8    | Maksim Skavych     | BATE Borisov        | 10   |
| 8    | Igor Stasevich     | BATE Borisov        | 10   |
| 8    | Oleksandr Vasylyev | FK Minsk            | 10   |

| Rang | Joueur              | Club                             | Passes |
| ---- | ------------------- | -------------------------------- | ------ |
| 1    | Igor Stasevich      | BATE Borisov                     | 12     |
| 2    | Elis Bakaj          | Chakhtior Salihorsk              | 11     |
| 3    | Anton Chramtchenko  | FK Homiel                        | 8      |
| 3    | David Tweh          | Energetik-BDU Minsk              | 8      |
| 5    | Ilia Chkourine      | Energetik-BDU Minsk              | 7      |
| 5    | Artem Milevskyy     | Dinamo Brest                     | 7      |
| 5    | Vladislav Vassiliev | Energetik-BDU Minsk Dinamo Brest | 7      |
| 8    | Denis Laptev        | Dinamo Brest                     | 6      |
| 8    | Nikita Melnikov     | Slavia Mazyr                     | 6      |